# セルビア・モンテネグロの国旗
セルビア・モンテネグロの国旗は、汎スラヴ色の赤、白、青の横縞3色を配色した旗。
1992年のユーゴスラビア連邦共和国成立以来、2006年に連邦国家セルビア・モンテネグロが姿を消すまで使用された。ユーゴスラビア社会主義連邦共和国の時代は、中心に社会主義の象徴である赤い五角星がついていた。
上下を逆にするとオランダの国旗と同一の配色になるが、厳密には縦横比が違う。

?ユーゴスラビア連邦共和国時代の国旗
?市民用旗
?軍艦旗
? 軍艦用国籍旗